# Roger Michon
Pour les articles homonymes, voir Michon.
Roger Jean Fernand  Michon, né à Draveil le 12 février 1904 et mort le 6 mai 1978 à Chartres, est un ecclésiastique évêque de Chartres de 1955 à 1978.

## Biographie
Avant d'être nommé évêque, il est prêtre du diocèse de Versailles de 1927 à 1955.
De 1962 à 1965, il participe aux quatre sessions du deuxième concile œcuménique du Vatican.